# Torben Larsen
Torben Larsen (født 1942) er professor ved Institut for Byggeri, By og Miljø ved Aalborg Universitet. Hans forskningsområde er inden for hydraulik, hydrologi, kyst- og miljøteknik; urban regnafstrømning; hydraulik af naturlige vandsystemer; sedimentationstanke; kyst- og flodprocesser; sedimenttransport og fortynding af spildevand; rørledningsdesign; beregning af trykstød i rørledninger vandhammer; havledninger fra spildevandssystemer; edb-modellering af hydraulik og vandkvalitet. Han en del af Forskningsgruppen for Byens Vand.  

## Uddannelse og karriere
Torben Larsen blev i 1966 uddannet som civilingeniør ved Danmark Tekniske Universitet (DTU), dengang Polyteknisk Læreanstalt. I 1967 blev han ansat i Vandbygningsvæsenets Direktorat i København. Herefter blev han ansat ved Danmarks Ingeniørakademi i Aalborg i 1969, som i 1974 blev integreret i Aalborg Universitet, hvor han blev lektor. I 1989 blev han udnævnt docent og i 2001 professor. I 2001 fik han endvidere en dr.techn. grad. Desuden har han haft en række administrative poster løbende blandt andet som institutleder og studieleder. Fra 1997 til 2005 var han medlem af Statens Teknisk-videnskabelige Forskningsråd og han har været formand for Region Nord i Dansk Ingeniørforening. Siden 2013 har han været deltidsansat ved universitetet. Han har endvidere optrådt i medierne mange gange.

## Publikationer
Torben Larsen har forsvaret doktorafhandlingen ”Some hydraulic and environmental aspects of long sea outfalls” i 2001 ved AAU. Derudover har han udgivet 62 artikler og papers med international peer review, mere end 100 andre artikler og papers, 2 bøger og 5 bogkapitler.